# Rudolf Ressel
Rudolf Ressel (* 24. Juni 1921 in Berlin; † 13. Januar 2012 in Elmshorn) war ein deutscher Grafiker, Lehrer sowie Marinemaler und Landschaftsmaler.

## Leben
Die Schule schloss Rudolf Ressel mit der Obersekundareife ab. Nach Beginn des Zweiten Weltkrieges meldete er sich freiwillig zur Kriegsmarine und erhielt eine Ausbildung als Funker. Bis Kriegsende war er in Norwegen stationiert, wo er auf Vorpostenbooten und U-Boot-Jägern diente. In Norwegen lernte er auch seine Ehefrau kennen, die er während des Krieges heiratete. Nach Kriegsende und Entlassung aus der Kriegsgefangenschaft zog er mit ihr nach Garmisch-Partenkirchen zu Walter Zeeden, mit dem ihn seit Ende der 1930er Jahre eine Freundschaft verband.
Nach dem Krieg war er vorübergehend als Küchenhilfe und Schriftenmaler tätig, bevor er 1948 als Schriftgrafiker zu arbeiten begann. In Garmisch-Partenkirchen erstellte er Plakate für ansässige Geschäftsleute, aber auch für das amerikanische Recreational Center. 1955 nahm er eine Stellung als Leiter einer Druckerei und zog nach Offenburg, 1958 nach Flensburg, um wieder als Grafiker zu arbeiten. 1966 wechselte Rudolf Ressel seinen Beruf und wurde Englischlehrer in der Sprachenschule der Bundeswehr im schleswig-holsteinischen Appen. In dieser Zeit zog er nach Elmshorn. Bis zu seiner Pensionierung 1984 blieb er bei dieser Lehrtätigkeit.

## Schaffen und Werk
Bereits in den 1930er Jahren befasste sich Rudolf Ressel mit Schrift und Schriftgestaltung, über die er Kontakt zu Walter Zeeden fand. Für ihn durfte er einige seiner Federzeichnungen beschriften, die in der Zeitschrift Die Kriegsmarine abgedruckt wurden. Die Zeit in Norwegen weckte sein Interesse an der Marinemalerei, in der später norwegische Landschaften und das Meer als Motive aufgriff.
Bereits während seiner Zeit als Schriftgrafiker erhielt er von Walter Zeeden Anleitungen zur Marinemalerei und begann in Garmisch-Partenkirchen, Bilder zu malen. Weitere Impulse gab ihm der Marinemaler Adolf Bock, den er in Flensburg kennenlernte. In Flensburg stellte Rudolf Ressel seine Bilder erstmals in einer eigenen Ausstellung vor, die Malerei konnte er jedoch nur in der Freizeit betreiben.
Mit der Pensionierung 1984 und der nun dafür zur Verfügung stehenden Zeit widmete er sich intensiv der Marinemalerei und schuf eine Vielzahl von Gemälden. Thematisch legte er die Schwerpunkte auf klassische Schiffsdarstellungen, Bewegung und Licht des Wellenganges. Wiederholt griff er Motive aus Norwegen wieder auf. Zugleich begann er, seine Bilder verstärkt bei Ausstellungen zu zeigen, nahm an den Messen der art maritim in Hamburg teil und stellte in kleinen Küstenmuseen aus.
Rudolf Resel war Mitglied im Forum Deutscher Marinemaler. Neben der Malerei war Rudolf Ressel ehrenamtlich tätig und engagierte sich etwa beim Förderverein des Kehdinger Küstenschiffahrts-Museums, der Freunde des Kehdinger Küstenschiffahrts-Museum e. V.

## Werke (Auswahl)
- 1961: Atlantik
- 1963: ohne Titel (Stürmische See an norwegischer Küste)
- 1968: Staatsyacht ‚Dannebrog‘ vor der Küste
- 1986: Bremerhavener Fischdampfer ‚Helgoland‘
- 1988: Frachtdampfer ‚Bertram Rickmers‘
- 1990: ‚MS Ginnheim‘ der Unterweser Reederei AG
- 1991: Norwegische Berglandschaft
- ca. 1991: Fischereischutzschiff ‚Poseidon‘
- 1992: Forschungsschiff ‚Explora‘
- 1993: Küste mit brechenden Wellen
- 1993: Bergungsschlepper ‚Pacific‘
- 1993: ‚Anna Oldendorff‘ in bewegter See vor Norwegen
- 1993: Seestück
- 1996: ‚MS Lofoten‘ der Hurtigruten
- 1999: Bananendampfer ‚Aldenburg‘ vor Cuxhaven
- 2004: Fischdampfer heimkehrend von der Fangreise
- (ohne Datum): Frachtdampfer ‚Luise Schupp‘
- (ohne Datum): Begegnung der Schiffe ‚Ernst Woermann‘ und ‚Prinzessin‘